# Boscawenia polioplaga
Boscawenia polioplaga är en fjärilsart som beskrevs av George Francis Hampson 1910. Boscawenia polioplaga ingår i släktet Boscawenia och familjen tandspinnare. Inga underarter finns listade i Catalogue of Life.